# Leslie Weir (bibliothécaire)
Cet article concerne la bibliothécaire canadienne. Pour le colonel écossais, voir Leslie Weir.
Pour les articles homonymes, voir Weir.
Leslie Weir est une bibliothécaire canadienne, l'une des fondatrices du Scholars Portal et ancienne présidente de l'Association des bibliothèques de recherche du Canada. Mme Weir a été bibliothécaire en chef à l'Université d'Ottawa de 2003 à 2018. 
Elle est depuis 2019, responsable de Bibliothèque et Archives Canada.

## Biographie
Leslie Weir est née et a grandi à Montréal. Elle a obtenu un baccalauréat en histoire canadienne à l'université Concordia en 1976 et une maîtrise en bibliothéconomie à l'université McGill en 1979.
Engagée comme bibliothécaire à l'Université d'Ottawa en 1992, elle en a été la bibliothécaire en chef de 2003 à 2018. Au cours de son mandat, elle a fondé l'École des sciences de l'information à la Faculté des arts de l'Université d'Ottawa, où elle a également été  professeure.
Leslie Weir a été membre du conseil d'administration du Réseau canadien de documentation pour la recherche (RCDR), depuis sa création en 2004 jusqu'en 2009 puis de nouveau de 2011 à 2015. 
Elle a été présidente de Canadiana.org entre 2012 et 2016. Elle y a supervisé le projet Héritage visant à numériser et à rendre librement accessibles quelque 60 millions de pages et d'images d'archives du patrimoine. 
Mme Weir a également été présidente de l'Association des bibliothèques de recherche du Canada de 2007 à 2009 et présidente de l'Ontario Library Association en 2017.
Elle a été nommée à la tête de Bibliothèque et Archives Canada pour une période de quatre ans à compter du 30 août 2019. Elle est ainsi la première femme à devenir bibliothécaire et archiviste du Canada depuis que la Bibliothèque nationale du Canada et les Archives nationales du Canada ont fusionné pour former Bibliothèque et Archives Canada en 2004. En 2023, son mandat est reconduit pour quatre ans.

## Prix
Mme Weir a reçu le prix CLA/Ken Haycock pour la promotion de la bibliothéconomie en 2015 et le prix Ron MacDonald pour services distingués du Réseau canadien de documentation pour la recherche (RCDR) en 2016.
En 2018, elle a obtenu le prix de l'Ontario Council of University Libraries pour l'ensemble de ses réalisations ainsi que le prix de l'Association des bibliothèques de recherche du Canada pour services éminents rendus aux bibliothèques de recherche.